# کایزرسبرگ
کایزرسبرگ (به فرانسوی: Kaysersberg) یک کمون (فرانسه) و نمایندگی کامین در فرانسه است که در canton of Kaysersberg واقع شده‌است. کایزرسبرگ ۲۴٫۸۲ کیلومتر مربع مساحت و ۲٬۴۸۹ نفر جمعیت دارد و ۲۴۰ متر بالاتر از سطح دریا واقع شده‌است.